# Неслихан Демир
Неслихан Демир (тур. Neslihan Demir; 9. децембар 1983) је турска одбојкашица и репрезентативка.
На Европском првенству 2011. одржаном у Италији и Србији са репрезентацијом Турске освојила је бронзану медаљу и проглашена за најбољег поентера првенства. Била је носилац заставе своје земље на церемонији отварања Олимпијаде у Лондону 2012.